# 李培祜
李培祜，字汝受，號靜山，雲南昆明人。清朝政治人物，進士出身。

## 生平
李培祜為嘉慶二十二年（1817年）進士、戶部侍郎李煌之子。道光二十七年（1847年）成丁未科二甲進士。選庶吉士，散館授翰林院編修。同治十一年（1872年）任保定府知府。後陞任直隸通永兵備道，官至廣東督糧道。光绪十年（1884年）正月兩廣總督張樹聲以其“年力就衰”為由奏請即行開缺。
曾主修光緒《保定府志》，并為之作序。